# Birkenrinde

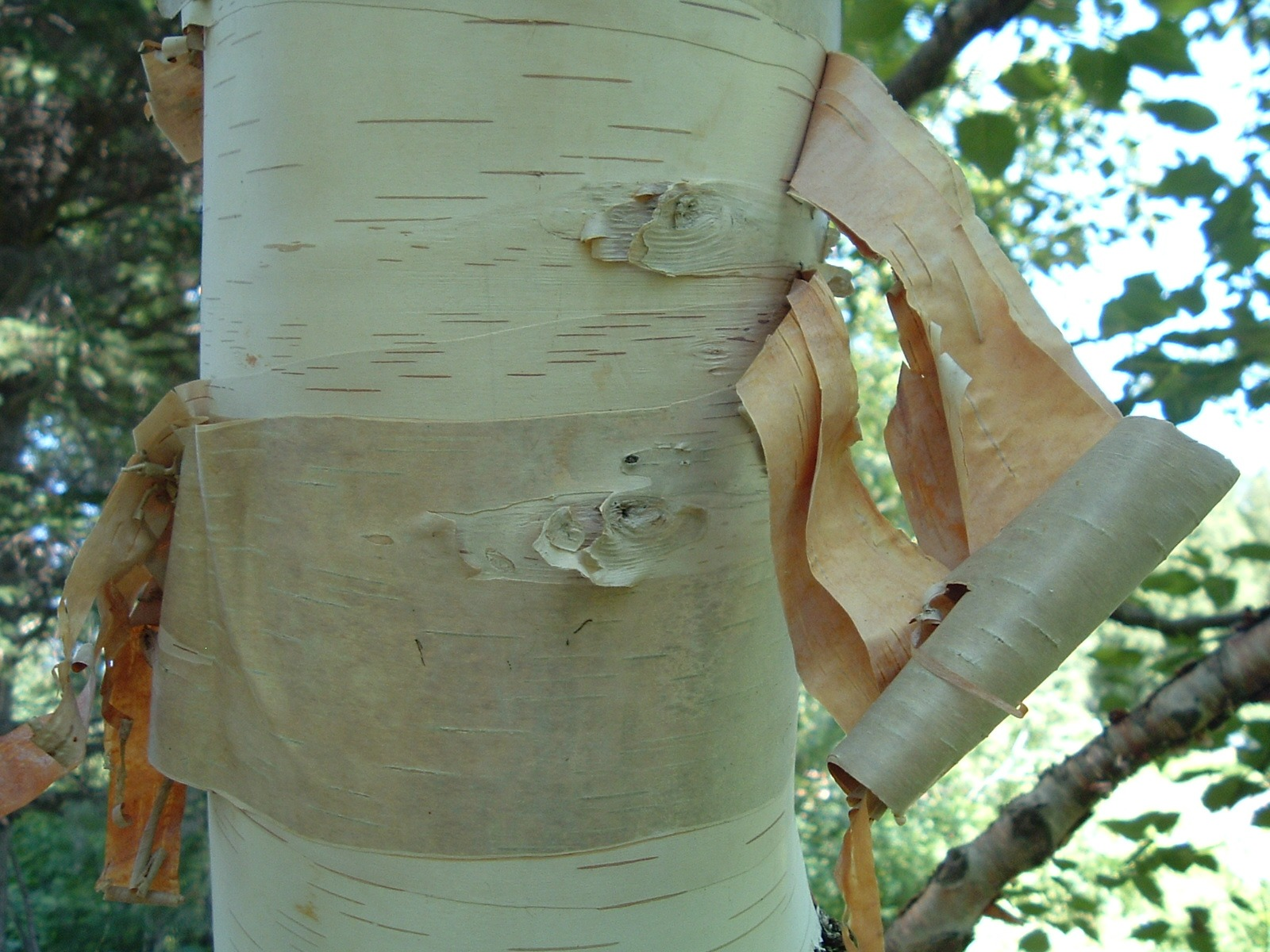
Borke der Papier-Birke (Betula papyrifera)

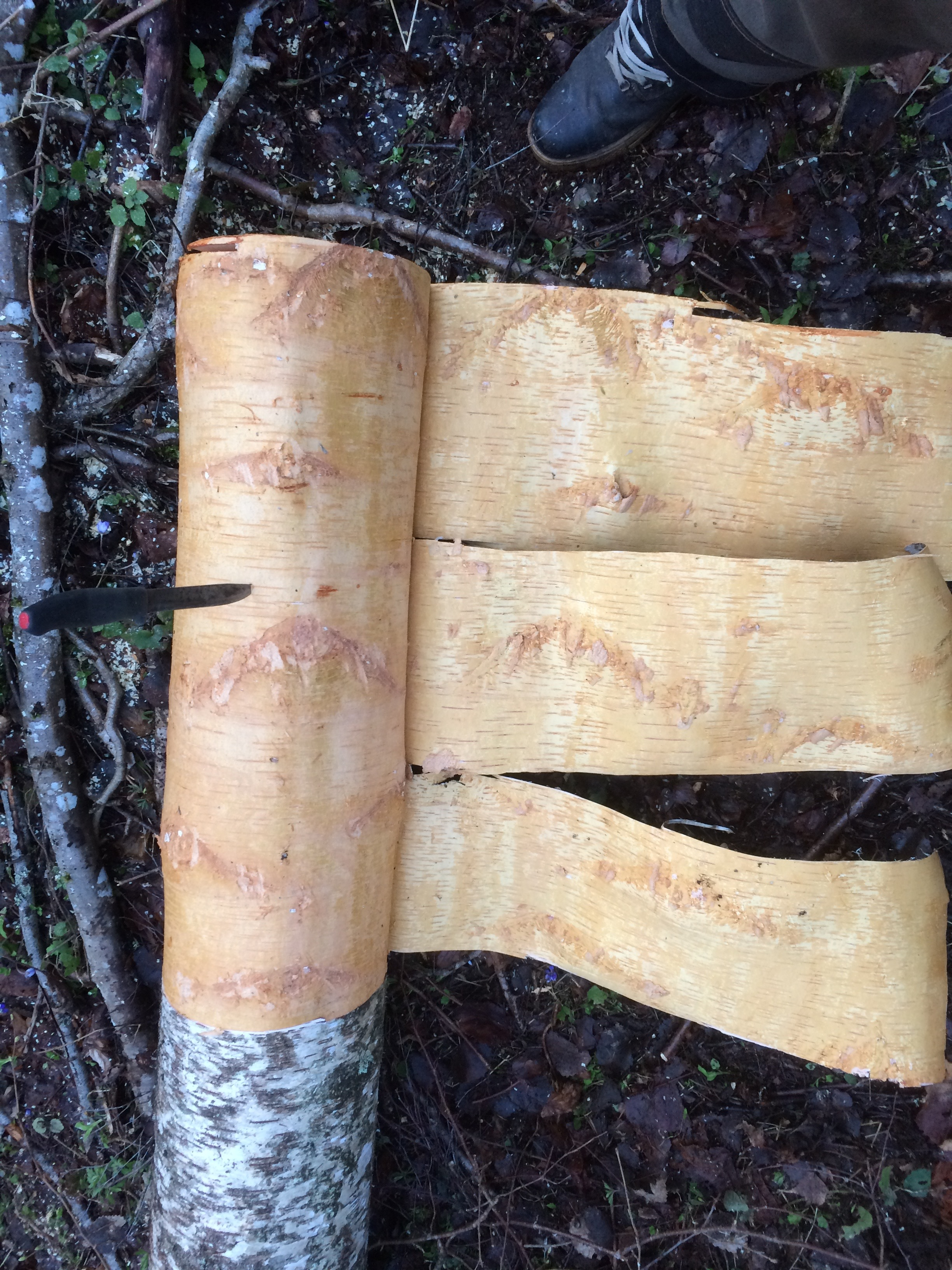
Birkenrinde

Als Birkenrinde wird die weiche und biegsame Rinde der Birke bezeichnet, sie fand früher einen vielfältigen Gebrauch. Die Rinde der in Mitteleuropa wachsenden Birken lässt sich allerdings nicht so leicht in großen Stücken abschälen wie die der Birken der schwedischen, finnischen, russischen, aber auch nordamerikanischen Taiga.

## Brennmaterial
Birkenrinde und Birkenkork sind selbst im feuchten Zustand brennbar durch den Gehalt an ätherischen Ölen. Feine Birkenrindenstreifen können als Zunder genutzt werden. Aus Birkenrinde lassen sich einfache Fackeln mit einer Brenndauer von etwa 2 Minuten herstellen.

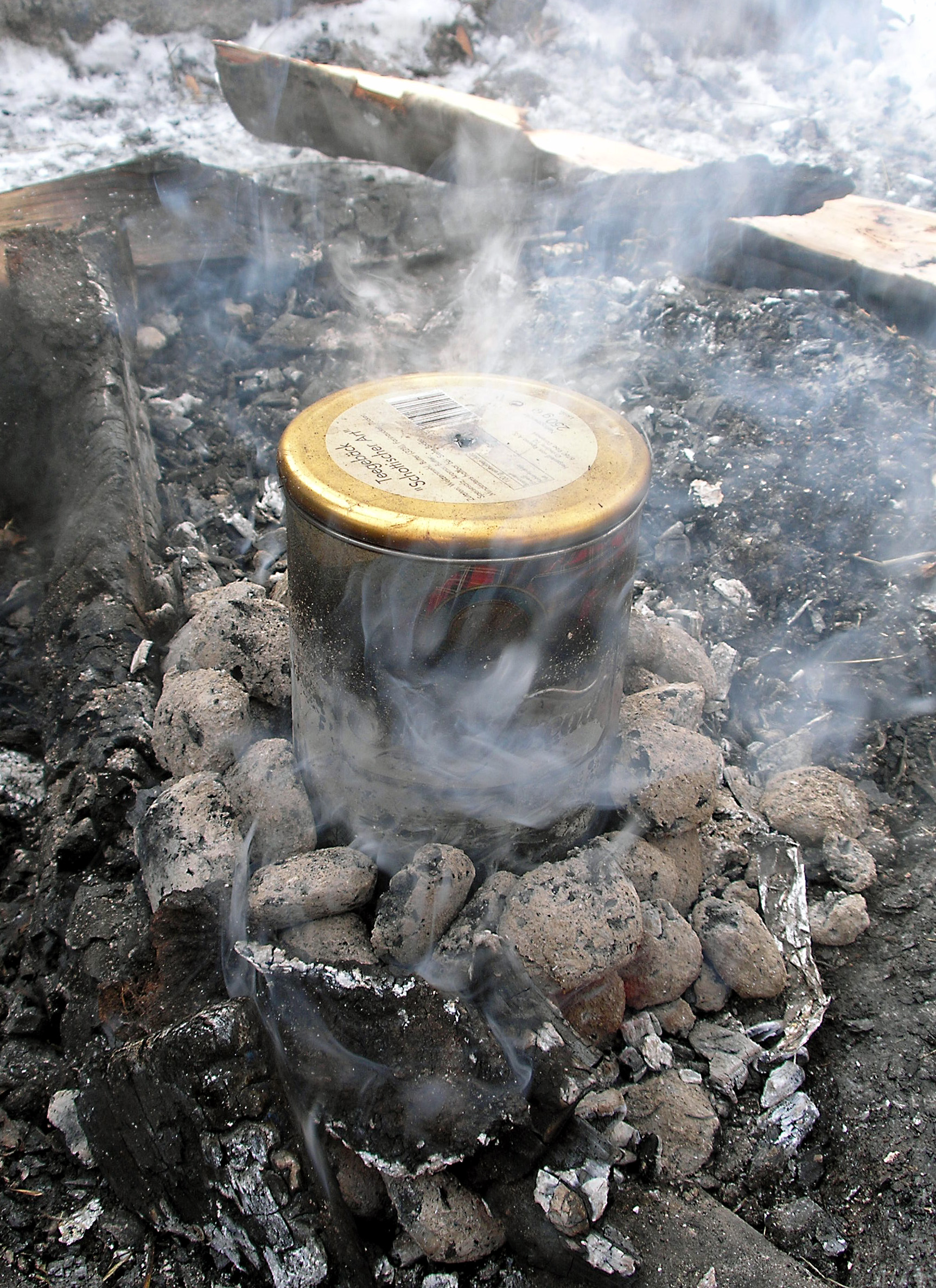
Moderne Versuchsanordnung zur Birkenpechherstellung im Eintopfverfahren.

## Klebstoff (Baumharz)
Bereits in der Altsteinzeit, etwa seit 400.000 Jahren, nutzte Homo heidelbergensis, später auch Neandertaler und Homo sapiens, erhitzte und polymerisierte Bestandteile des Birkensaftes aus Birkenrinde in Form von Birkenpech als Klebstoff, besonders zur Schäftung. Auch in der Mittelsteinzeit wurde Birkenpech verwendet. Brauchbare Mengen an Birkenpech können durch das Verbrennen von Birkenrinde nahe Stein- oder Knochenoberflächen hergestellt werden. Das Birkenpech kann anschließend von den Oberflächen abgekratzt werden.

## Baumaterial
Birkenrinde benutzte man als Hütten- und Dachabdeckung, auch für Wigwams in Nordamerika, sowie als Unterlage bei Schwellen und Balken.
Einige Indianerstämme Kanadas bauten oder bauen Kanus aus Birkenrinde, so die Anishinabe und die ausgestorbenen Beothuk.
Aufgrund der langanhaltenden weichen und biegsamen Eigenschaften der Rinde werden Körbe, Tabakdosen und vieles mehr aus ihr hergestellt. In den skandinavischen Ländern, in Russland und Finnland wurden auch Schuhe, Rucksäcke, Kleidungsteile, Umhüllungen für Glasflaschen, Messerscheiden und Signalhörner aus Birkenrinde angefertigt. Die Birkenrinde wurde durch spezielle und traditionelle Verfahren elastisch gemacht und für die Laminierung bzw. für die Bespannung von Bögen verwendet. In der slawischen Kultur wurde diese Methode gerne angewendet, um ihre Kompositbögen vor Witterung zu schützen. Größere Birkenrinden-Platten konnten auch zu Köchern verarbeitet werden, zum Beispiel der ungarische Bereitschaftsköcher oder der slawische Köcher aus Birkenrinde. Kleinere Stücke oder Reste können zu (Messer-)Griffen verarbeitet werden.

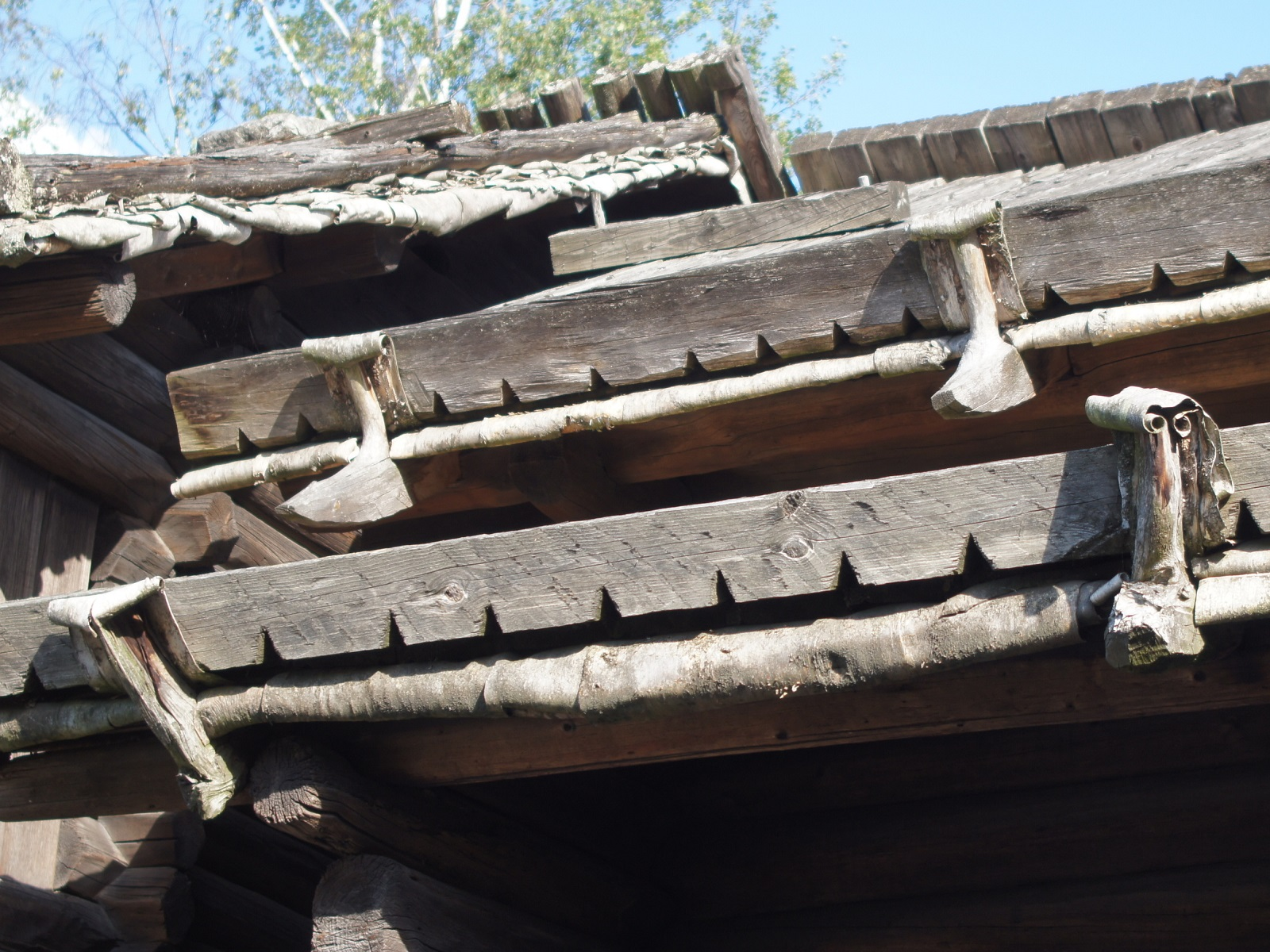
Dachdeckung mit Birkenrinde (Moragården)
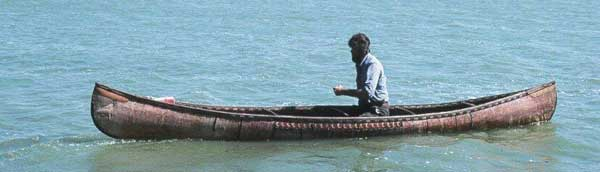
Birkenrindenkanu
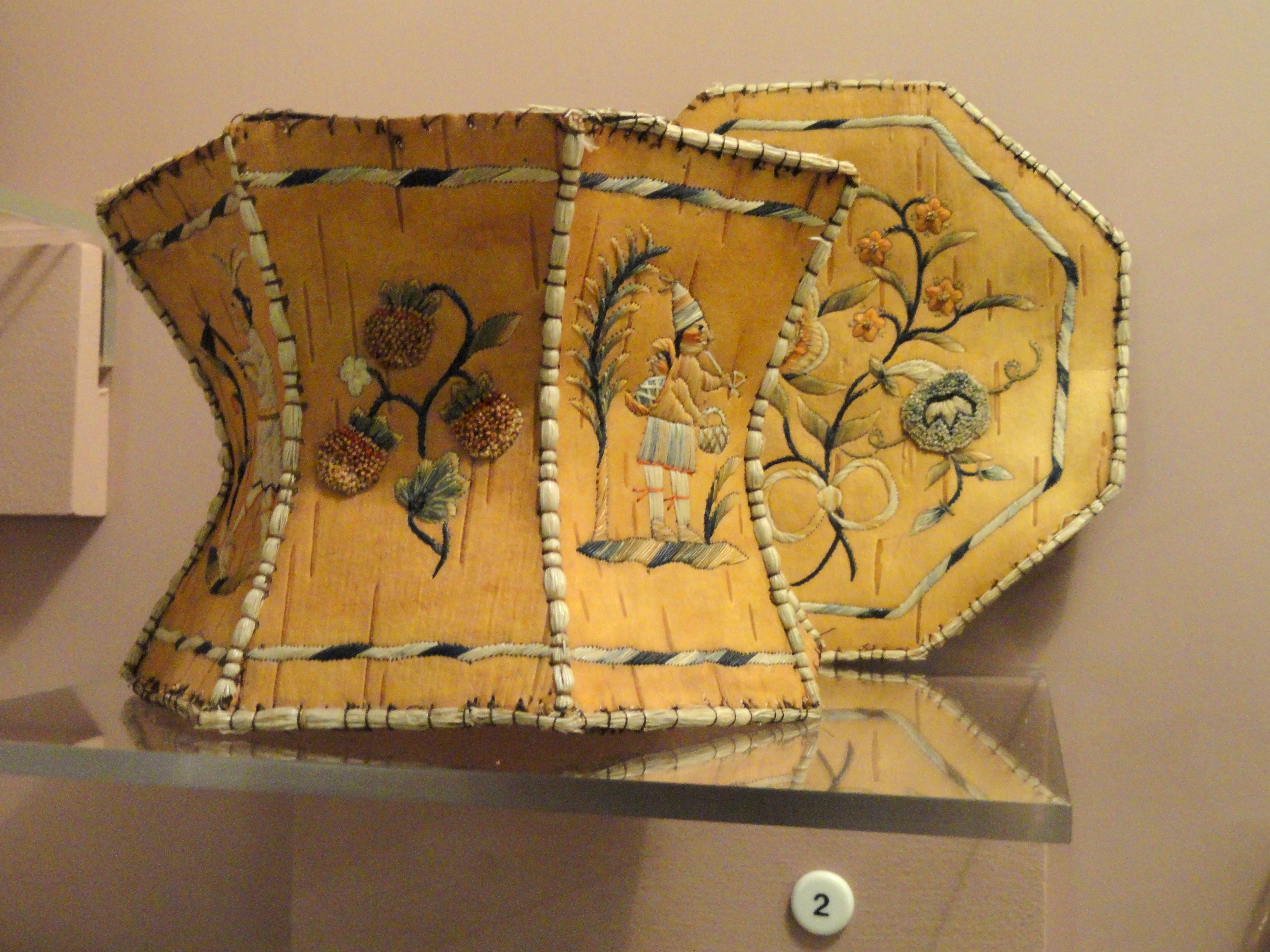
Birkenrindenkästchen, angefertigt nach 1865 bei den Anishinabe, Peabody Museum
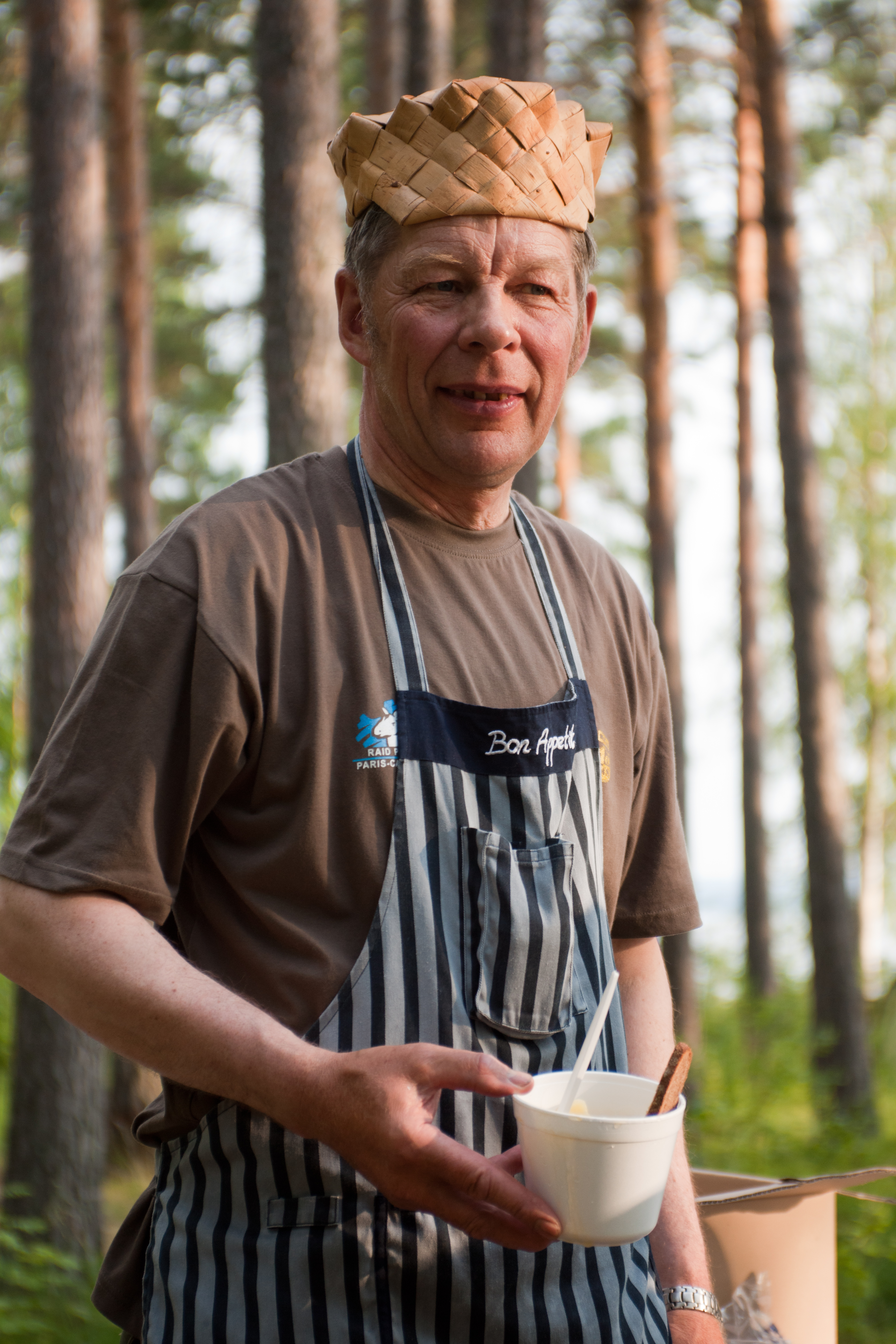
Finne mit Birkenrindenkappe
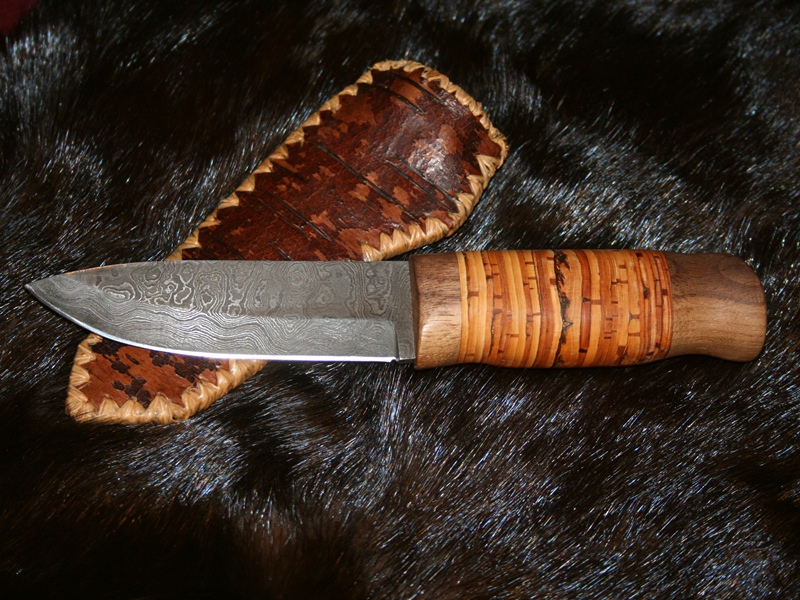
Damastmesser mit Birkenrindengriff
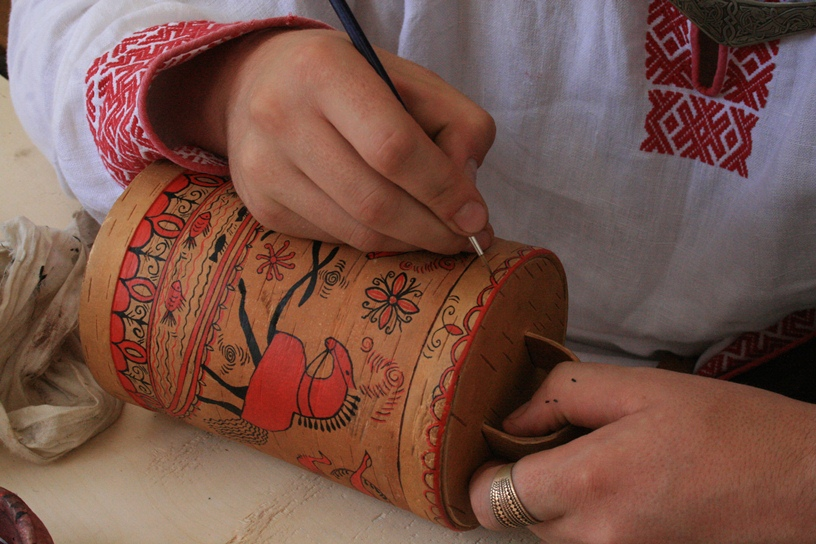
Tujes aus Birkenrinde mit Mesenskaya-Rospis-Bemalung
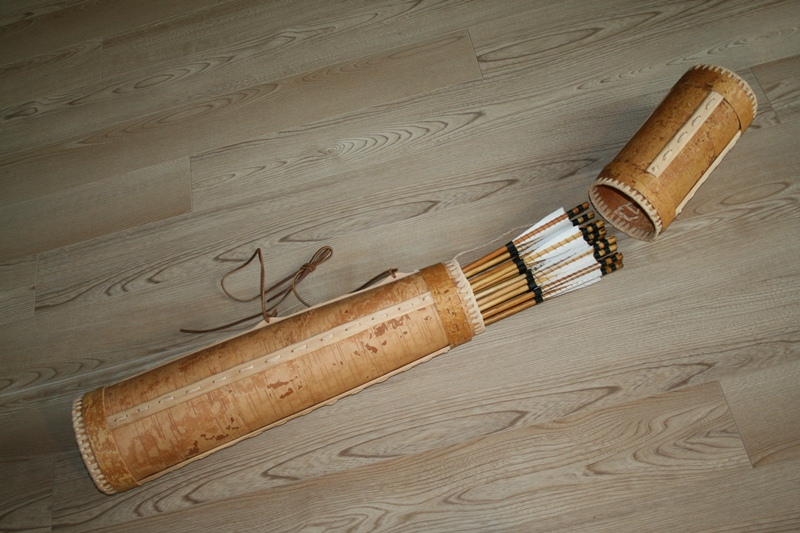
Slawischer Birkenrindenköcher
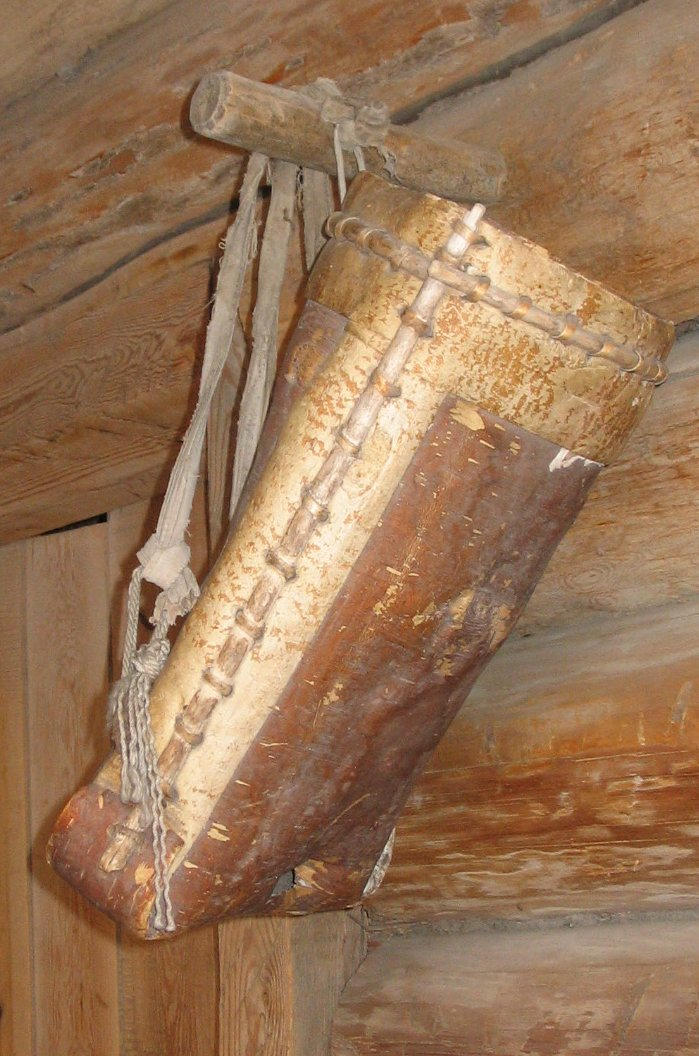
Tragekorb aus Birkenrinde
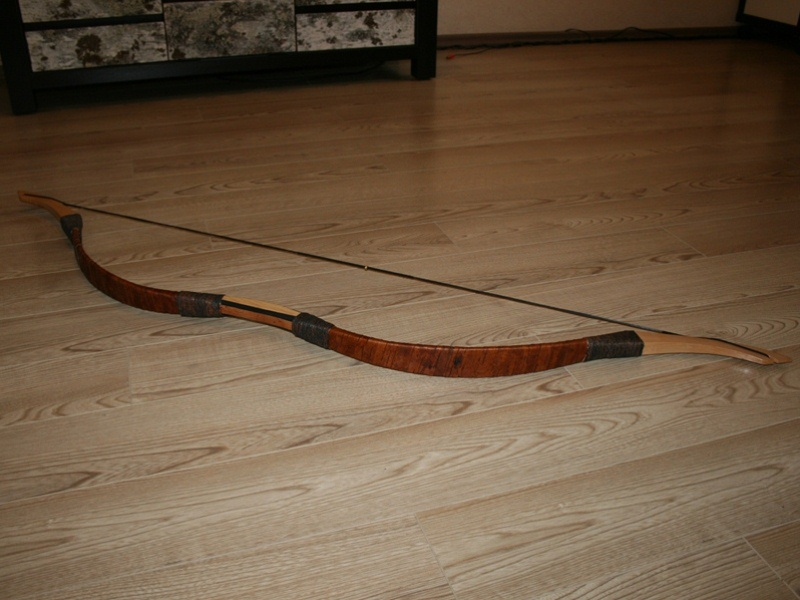
Sarmatenbogen, bespannt mit Birkenrinde

## Dämmstoff
Wegen der Dämmeigenschaften des Korkes wurden Matten als Schlafunterlagen vielfältig eingesetzt, so aus der Mittelsteinzeit z. B. an der Fundstelle Duvensee nachgewiesen.

## Ernährung
Das Kambium, die untere Schicht der Birkenrinde, ist essbar, es enthält unter anderem den Zuckeralkohol Xylit.

## Medizin
Dünne Birkenrinde kann als Verbandmittel verwendet werden. Die Birkenrinde wurde schon seit dem Mittelalter als Naturheilmittel verwendet.
Die in der Birkenrinde enthaltenen Triterpene, darunter insbesondere Betulin, sind einer Wundheilung förderlich. Sie dienen der Pflanze zur Abwehr von Schädlingen und zum Schutz vor UV-Strahlung und sind bakterizid wirksam, neben weiteren Inhaltsstoffen. Darüber hinaus wurden antivirale Wirksamkeiten erkannt, so gegen HIV. Auch Wirksamkeiten gegen Malaria und Tumore wurden gezeigt.
Im Januar 2016 hat die Europäische Kommission dem Betulin-haltigen Medikament Episalvan die europäische Zulassung für die Behandlung von dermalen Wunden bei Erwachsenen erteilt.

## Schreibmaterial

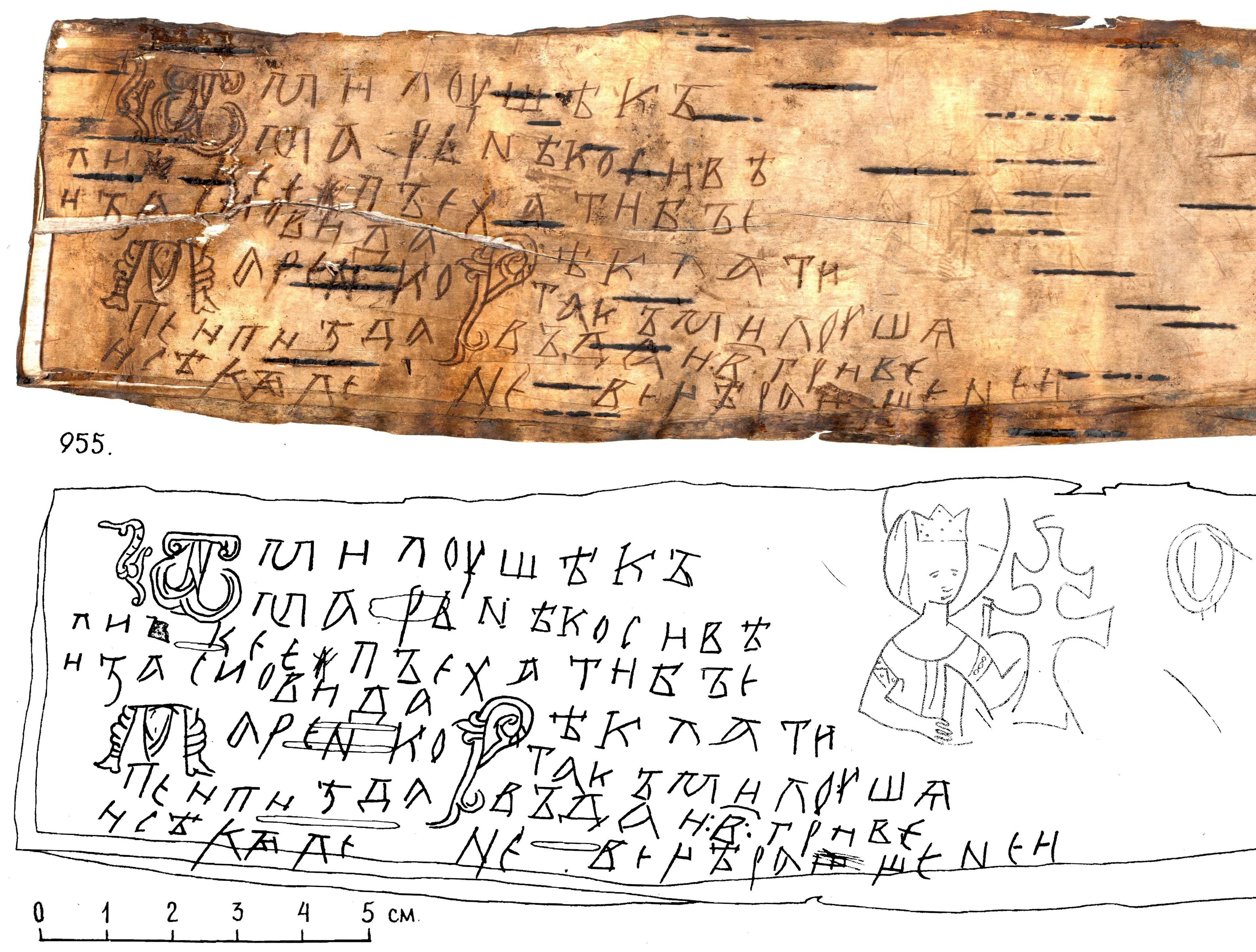
Birkenrindentext aus Nowgorod (12. Jahrhundert)

Birkenrinde ist an verschiedenen Orten der Welt als Beschreibstoff verwendet worden. Aus Nowgorod sind die Birkenrindentexte erhalten, eine Sammlung von über 1000 Texten auf Birkenrinde aus dem 11. bis 15. Jahrhundert. Hierunter befindet sich auch der Birkenrindentext Nr. 292, das älteste bekannte Dokument in einer ostseefinnischen Sprache.

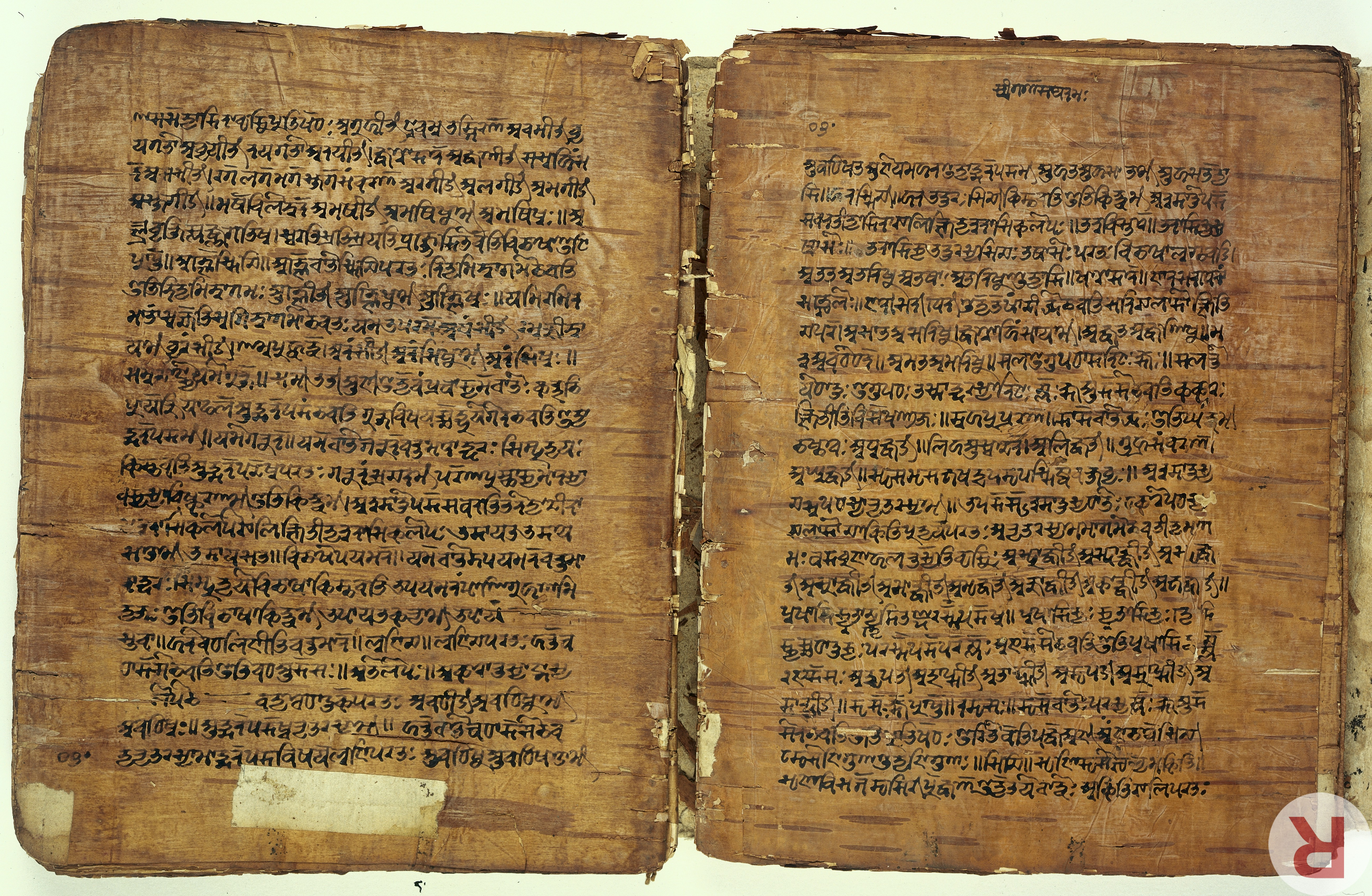
Birkenrindenmanuskript aus Kaschmir (17. Jahrhundert)

Im indischen Kulturraum wurde Birkenrinde vor allem im Himalaya-Gebiet verwendet, wo die Himalaya-Birke (Betula utilis) vorkommt. Einige der ältesten erhaltenen indischen Manuskripte sind auf Birkenrinde geschrieben, so etwa die buddhistischen Handschriften, die zwischen dem 1. Jahrhundert v. Chr. und den 2. Jahrhundert n. Chr. in Gandhara produziert wurden. Auch das Bakhshali-Manuskript, das eventuell den ältesten Beleg für die Verwendung der Zahl Null enthält, ist auf Birkenrinde geschrieben. Hinweise auf das Schreiben auf Birkenrinde finden sich auch in literarischen Quellen. So lässt der Dichter Kalidasa die Protagonistin Urvashi in seinem Drama Vikramorvashiya auf ein Stück Birkenrinde schreiben. Derselbe Autor beschreibt in seinem Kunstepos Kumarasambhava wie die Vidyadharas (Halbgötter) im Himalaya-Gebirge Birkenrinde zum Schreiben von Liebesbriefen benutzen. Unter den Hindus in Kaschmir blieb Birkenrinde bis ins 18. Jahrhundert als Beschreibstoff in Gebrauch.

## Kunst
Heute wird Birkenrinde vor allem für Gegenstände des Kunstgewerbes verwendet, wie Vorratsbehälter (Tujes), Schatullen, Dosen, Schmuck und anderes. Die Oberfläche der Birkenrinde eignet sich ideal für das Bemalen mit Tusche oder Acrylfarbe. In der traditionellen russischen Kunst gibt es Tuschezeichnungen, welche die natürlichen Verwachsungen in das Gemälde einbeziehen. Schatullen oder Tujes werden in Russland u. a. mit „Mesenskaya Rospis“ verziert.
Die naturbelassene Birkenrinde kann wie ein Bild oder eine Collage aufgehängt werden. Die Weißfärbung der Rinde wird durch das eingelagerte pentazyklische Triterpen Betulin hervorgerufen.